# Lista okrętów uczestniczących w bitwie jutlandzkiej
Bitwa jutlandzka (w historiografii niemieckiej zwana bitwą na Skagerraku), stoczona w dniach 31 maja i 1 czerwca 1916 roku na Morzu Północnym w pobliżu Półwyspu Jutlandzkiego i Skagerraku, była największą bitwą morską I wojny światowej. Brytyjska Royal Navy i niemiecka Kaiserliche Marine zaangażowały w niej łącznie 250 okrętów różnych klas. Niniejsza lista przedstawia pełny Ordre de Bataille obu flot w dniu 31 maja 1916 roku, dowódców poszczególnych okrętów i związków taktycznych. Pancerniki i krążowniki liniowe wymienione są w kolejności według miejsca, zajętego w szyku po jego rozwinięciu w linię bojową.

## Royal Navy

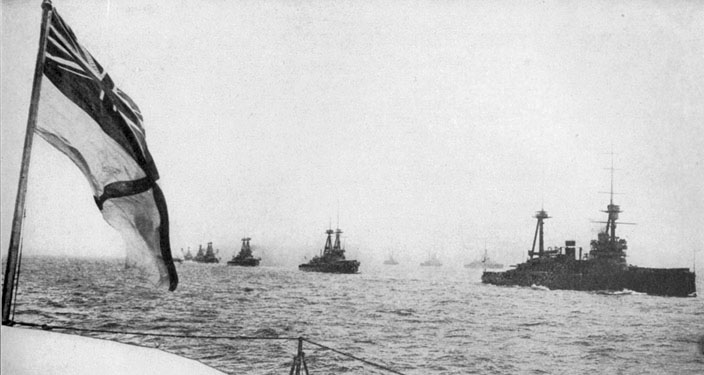
Pancerniki Grand Fleet w szyku liniowym

Grand Fleet – brytyjska flota liniowa – liczyła 151 okrętów i podzielona była na dwa ugrupowania: Flotę Pancerników (Battle Fleet) dowodzoną przez admirała Johna Jellicoe i Flotę Krążowników Liniowych (Battle Cruiser Fleet) wiceadmirała Davida Beatty'ego. W skład Battle Fleet wchodziło 24 drednoty, trzy krążowniki liniowe, osiem krążowników pancernych, 12 krążowników lekkich, 51 niszczycieli i liderów oraz stawiacz min. Battle Cruiser Fleet miała w składzie sześć krążowników liniowych, cztery drednoty, 14 krążowników lekkich, 27 niszczycieli i liderów oraz transportowiec wodnosamolotów. Okręty brytyjskie miały łącznie 344 działa kalibru od 305 do 381 mm oraz 457 wyrzutni torped.
Spośród nowoczesnych drednotów i krążowników liniowych, będących w maju 1916 roku w służbie Royal Navy, w bitwie jutlandzkiej nie wzięły udziału jedynie "Royal Sovereign", który nie osiągnął jeszcze gotowości bojowej oraz przebywające w stoczniach "Queen Elizabeth", "Emperor of India", "Dreadnought" i "Australia".
Grand Fleet
dowódca floty admirał John Jellicoe
szef sztabu wiceadmirał Charles Madden
członkowie sztabu: komodor I klasy Lionel Halsey, komandor Oliver E. Leggett, komandorzy porucznicy Matthew Robert Best, Charles Forbes, Alexander R. Wadham Woods, Richard L. Nicholson
2. Eskadra Pancerników (2nd Battle Squadron), wiceadmirał Martyn Jerram
1. dywizjon
- "King George V", komandor Frederick Field, okręt flagowy dowódcy eskadry
- "Ajax", komandor George Henry Baird
- "Centurion", komandor Michael Culme-Seymour
- "Erin", komandor Victor Albert Stanley

2. dywizjon, kontradmirał Arthur Leveson
- "Orion", komandor Oliver Backhouse, okręt flagowy dowódcy dywizjonu
- "Monarch", komandor George Holmes Borrett
- "Conqueror", komandor Hugh Tothill
- "Thunderer", komandor James Andrew Fergusson
- "Boadicea" (krążownik lekki przydzielony do 2. Eskadry), komandor Louis C. S. Woolcombe

4. Flotylla Niszczycieli (przydzielona jako eskorta)
- "Tipperary" (lider), komandor Charles John Wintour, dowódca flotylli

1. półflotylla
- „Spitfire”(inne języki), komandor podporucznik Clarence W. E. Trelawney
- „Sparrowhawk”(inne języki), komandor podporucznik Sydney Hopkins
- "Garland", komandor podporucznik Reginald S. Goff
- „Contest”(inne języki), komandor podporucznik Ernald G. H. Master

2. półflotylla
3. dywizjon
- "Broke" (lider), komandor porucznik Walter L. Allen
- „Porpoise”(inne języki), komandor porucznik Hugh Davenport Colville
- "Unity", komandor podporucznik Arthur M. Lecky

4. dywizjon
- "Achates", komandor porucznik Reginald B. C. Hutchinson
- "Ambuscade", komandor podporucznik Gordon A. Coles
- "Ardent", komandor podporucznik Arthur Marsden
- "Fortune", komandor podporucznik Frank G. Terry

4. Eskadra Pancerników, wiceadmirał Doveton Sturdee
- "Iron Duke", komandor Frederic Charles Dreyer, okręt flagowy dowódcy floty

jednostki w dyspozycji dowódcy floty:
- "Active" (krążownik lekki), komandor Percy Withers
- "Abdiel" (niszczyciel-stawiacz min), komandor porucznik Berwick Curtis
- "Oak" (niszczyciel, służący jako tender okrętu flagowego), komandor podporucznik Douglas Faviell

3. dywizjon, kontradmirał Alexander Ludovic Duff
- "Royal Oak", komandor Crawford Maclachlan
- "Superb", komandor Edmond Hyde Parker, okręt flagowy dowódcy dywizjonu
- "Canada", komandor William Nicholson

4. dywizjon
- "Benbow", komandor Henry Wise Parker, okręt flagowy dowódcy eskadry
- "Bellerophon", komandor Edward Francis Bruen
- "Temeraire", komandor Edwin Veale Underhill
- "Vanguard", komandor James Douglas Dick
- "Blanche" (krążownik lekki przydzielony do 4. Eskadry), komandor John Moore Casement

11. Flotylla Niszczycieli (przydzielona jako eskorta)
- "Castor" (lekki krążownik), komodor II rangi James R. P. Hawksley, dowódca flotylli

1. półflotylla
1. dywizjon
- "Ossory", komandor porucznik Harold Victor Dundas
- "Martial", komandor podporucznik Julian Harrison
- "Magic", komandor podporucznik Gerald C. Wynter
- "Minion", komandor podporucznik Henry Clive Rawlings

2. dywizjon
- "Mystic", komandor porucznik Claude F. Allsup
- "Mons", komandor podporucznik Robert Makin
- "Mandate", komandor podporucznik Edward McConnell Wyndham Lawrie
- "Michael", komandor podporucznik Claude L. Bate

2. półflotylla
- "Kempenfelt", komandor porucznik Harold E. Sulivan

3. dywizjon
- "Marne", komandor podporucznik George Bibby Hartford
- "Milbrooke", kapitan Charles G. Naylor
- "Manners", komandor podporucznik Gerald C. Harrison

4. dywizjon
- "Moon", komandor porucznik William D. Irvin
- "Mounsey", komandor podporucznik Ralph Vincent Eyre
- "Morning Star", komandor podporucznik Hugh Fletcher

1. Eskadra Pancerników, wiceadmirał Cecil Burney
6. dywizjon
- "Marlborough", komandor George Parish Ross, okręt flagowy dowódcy eskadry
- "Revenge", komandor Edward Buxton Kiddle
- "Hercules", komandor Lewis Clinton-Baker
- "Agincourt", komandor Henry Montagu Doughty

5. dywizjon, kontradmirał Ernest Gaunt
- "Colossus", komandor Dudley Pound, okręt flagowy dowódcy dywizjonu
- "St. Vincent", komandor William Wordsworth Fisher
- "Collingwood", komandor James Clement Ley
- "Neptune", komandor Vivian Bernard
- "Bellona" (krążownik lekki przydzielony do 1. Eskadry), komandor Arthur B. S. Dutton

12. Flotylla Niszczycieli (przydzielona jako eskorta)
- "Faulknor" (lider), komandor Anselan J. B. Stirling, dowódca flotylli

1. półflotylla
1. dywizjon
- "Obedient", komandor porucznik George William McOran Campbell
- "Mindful", komandor podporucznik John J. C. Ridley
- "Marvel", komandor podporucznik Reginald Grubb
- "Onslaught", komandor podporucznik Herbert G. Onslow

2. dywizjon
- "Maenad", komandor porucznik John Pelham Champion
- "Nessus", komandor podporucznik Eric Carter
- "Narwhal", komandor podporucznik Henry Victor Hudson
- "Noble", komandor podporucznik Henry Percy Boxer

2. półflotylla
- "Marksman" (lider), komandor porucznik Norton Allen Sulivan
- "Opal", komandor porucznik Charles G. C. Sumner
- "Nonsuch", komandor podporucznik Herbert Inglis Nigel Lyon
- "Menace", komandor podporucznik Charles Poignant
- "Munster", komandor podporucznik Spencer Francis Russell
- "Mary Rose", komandor podporucznik Edwin A. Homan

1. Eskadra Krążowników (1st Cruiser Squadron), kontradmirał Robert Keith Arbuthnot
- "Defence", komandor Stanley Venn Ellis, okręt flagowy dowódcy eskadry
- "Warrior", komandor Vincent Barkly Molteno
- "Duke of Edinburgh", komandor Henry Blackett
- "Black Prince", komandor Thomas Parry Bonham

2. Eskadra Krążowników, kontradmirał Herbert Leopold Heath
- "Minotaur", komandor Arthur C. S. H. D'Aeth, okręt flagowy dowódcy eskadry
- "Hampshire", komandor Herbert J. Savill
- "Cochrane", komandor Eustace La Trobe Leatham
- "Shannon", komandor John Saumarez Dumaresq

niszczyciele eskorty detaszowane z 4. Flotylli Niszczycieli
- "Midge", komandor podporucznik James R. C. Cavendish
- "Mischief", komandor podporucznik Cyril A. Ward
- "Hardy", komandor porucznik Richard A. A. Plowden
- "Owl", komandor porucznik Robert G. Hamond

4. Eskadra Krążowników Lekkich (4th Light Cruiser Squadron)
- "Calliope", komodor II klasy Charles E. Le Mesurier, dowódca eskadry
- "Constance", komandor Cyril Samuel Townsend
- "Caroline", komandor Henry Ralph Crooke
- "Royalist", komandor Herbert Meade-Fetherstonhaugh
- "Comus", komandor Alan Geoffrey Hotham

3. Eskadra Krążowników Liniowych (3rd Battle Cruiser Squadron), kontradmirał Horace Hood (przydzielona tymczasowo do Grand Fleet w miejsce 5. Eskadry Pancerników)
- "Invincible", komandor Arthur Cay, okręt flagowy dowódcy eskadry
- "Inflexible", komandor Edward Heaton-Ellis
- "Indomitable", komandor Francis William Kennedy

krążowniki lekkie:
- "Chester" (detaszowany z 3. Eskadry Krążowników Lekkich), komandor Robert Neale Lawson
- "Canterbury" (detaszowany z 5. Eskadry Krążowników Lekkich), komandor Percy Royds

niszczyciele detaszowane z 4. Flotylli:
- "Acasta", komandor podporucznik John O. Barren
- "Christopher", komandor podporucznik Fairfax Moresby Kerr
- "Ophelia", komandor porucznik Lewis G. E. Crabbe
- "Shark", komandor porucznik Loftus William Jones

Battle Cruiser Fleet
dowódca floty wiceadmirał David Beatty
szef sztabu komandor Rudolph Bentick
oficer flagowy komandor porucznik Reginald Plunkett-Ernle-Erle-Drax
1. Eskadra Krążowników Liniowych (1st Battle Cruiser Squadron), kontradmirał Osmond de Beauvoir Brock
- "Lion", komandor Ernle Chatfield, okręt flagowy dowódcy floty
- "Princess Royal", komandor Walter H. Cowan, okręt flagowy dowódcy eskadry
- "Queen Mary", komandor Cecil Prowse
- "Tiger", komandor Henry B. Pelly

13. Flotylla Niszczycieli (przydzielona jako eskorta)
- "Champion" (krążownik lekki), komandor James U. Farie, dowódca flotylli

1. dywizjon
- "Obdurate", komandor podporucznik Cecil H. Hulton-Sams
- "Nerissa", komandor podporucznik Montague G. B. Legge
- "Termagant" (detaszowany z 10. Flotylli Harwich Force(inne języki)), komandor podporucznik Cuthbert Patrick Blake

2. dywizjon
- "Nestor", komandor porucznik Edward Bingham
- "Nomad", komandor podporucznik Paul Whitfield
- "Nicator", kapitan J. E. A. Mocatta

3. dywizjon
- "Narborough", komandor podporucznik Geoffrey Corlett
- "Pelican", komandor podporucznik Kenneth Adair Beattie
- "Petard", komandor podporucznik Evelyn C. O. Thomson
- "Turbulent" (detaszowany z 10. Flotylli Harwich Force), komandor podporucznik Dudley Charles Stuart

2. Eskadra Krążowników Liniowych, kontradmirał William Christopher Pakenham
- "New Zealand", komandor John F. E. Green
- "Indefatigable", komandor Charles F. Sowerby

niszczyciele 9. i 10. Flotylli Harwich Force, przydzielone jako eskorta:
1. dywizjon
- "Lydiard", komandor porucznik Malcolm Lennon Goldsmith
- "Liberty", komandor podporucznik Philip W. S. King
- „Landrail”(inne języki), komandor podporucznik F. E. H. G. Hobart

2. dywizjon
- "Moorsom", komandor porucznik John Coombe Hodgson
- "Laurel", kapitan Henry Stanistreet
- "Morris", komandor podporucznik Edward S. Graham

1. Eskadra Krążowników Lekkich
- "Galatea", komodor I klasy Edwyn Alexander-Sinclair, dowódca eskadry
- "Phaeton", komandor John Ewen Cameron
- "Inconstant", komandor Bertram S. Thesiger
- "Cordelia", komandor Tufton P. H. Beamish

2. Eskadra Krążowników Lekkich
- "Southampton", komodor I klasy William Goodenough
- "Birmingham", komandor Arthur A. M. Duff
- "Nottingham", komandor Charles Blois Miller
- „Dublin”(inne języki), komandor Albert Charles Scott

3. Eskadra Krążowników Lekkich, kontradmirał Trevylyan D. W. Napier
- "Falmouth", komandor John D. Edwards, okręt flagowy dowódcy eskadry
- "Yarmouth", komandor Thomas Drummond Pratt
- "Birkenhead", komandor Edward Reeves
- "Gloucester", komandor William Frederick Blunt

5. Eskadra Pancerników (przydzielona czasowo ze składu Grand Fleet), kontradmirał Hugh Evan-Thomas
- "Barham", komandor Arthur William Craig, okręt flagowy dowódcy eskadry
- "Valiant", komandor Maurice Woollcombe
- "Warspite", komandor Edward Montgomery Phillpotts
- "Malaya", komandor Algernon D. E. H. Boyle

1. Flotylla Niszczycieli (część składu przydzielona czasowo ze składy Grand Fleet)
- "Fearless" (krążownik lekki), komandor Charles Donnison Roper, dowódca flotylli
- "Defender", komandor podporucznik Laurence R. Palmer

1. dywizjon
- "Acheron", komandor porucznik Charles Gordon Ramsey
- „Ariel”(inne języki), komandor podporucznik Arthur G. Tippet
- „Attack”(inne języki), komandor podporucznik C. H. N. James
- "Hydra", kapitan Francis George Glossop

2. dywizjon
- "Badger", komandor porucznik Charles Albert Fremantle
- "Lizard", komandor podporucznik Edward Brooke
- "Goshawk", komandor porucznik Dashwood Fowler Moir
- "Lapwing", komandor podporucznik Alexander Hugh Gye

transportowiec wodnosamolotów, przydzielony do Floty Krążowników Liniowych
- "Engadine", komandor podporucznik Charles G. Robinson

niszczyciele eskorty, detaszowane z 13. Flotylli:
- "Moresby", komandor podporucznik Roger Alison
- "Onslow", komandor podporucznik John C. Tovey

## Kaiserliche Marine

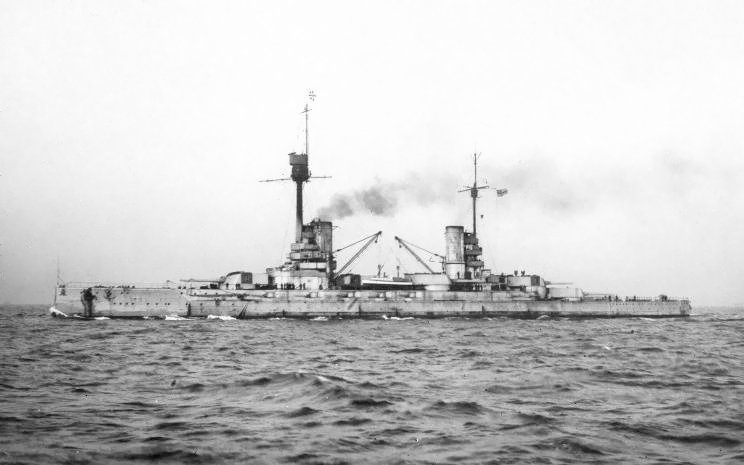
"Friedrich der Große", okręt flagowy admirała Scheera

Niemiecka flota liniowa – Hochseeflotte – liczyła 99 okrętów. Siły główne pod bezpośrednim dowództwem wiceadmirała Reinharda Scheera składały się z 16 drednotów i sześciu przeddrednotów, sześciu krążowników lekkich i 31 niszczycieli (w nomenklaturze niemieckiej klasyfikowanych jako duże torpedowce). W skład sił rozpoznawczych wiceadmirała Franza Hippera wchodziło pięć krążowników liniowych, pięć krążowników lekkich oraz 30 niszczycieli. Okręty posiadały łącznie 244 działa kalibru od 280 do 305 mm oraz 469 wyrzutni torpedowych.
Spośród drednotów Kaiserliche Marine nie uczestniczyły w bitwie jutlandzkiej dwa: "König Albert" pozostający w stoczni w związku z problemami układu napędowego oraz najnowszy "Bayern", wcielony w marcu i wciąż odbywający próby i ćwiczenia na Bałtyku.
Hochseeflotte
dowódca floty wiceadmirał Reinhard Scheer
szef sztabu komandor Adolf von Trotha
szef wydziału operacyjnego komandor Magnus von Levetzow
3. Eskadra Pancerników, kontradmirał Paul Behncke
5. dywizjon
- "König", komandor Friedrich Brüninghaus, okręt flagowy dowódcy eskadry
- „Großer Kurfürst”(inne języki), komandor Ernst Götte
- "Kronprinz", komandor Constanz Feldt
- "Markgraf"(inne języki), komandor Karl Seiferling

6. dywizjon, kontradmirał Hermann Nordmann
- "Kaiser", komandor Walter Freiherr von Keyserlingk, okręt flagowy dowódcy dywizjonu
- "Prinzregent Luitpold", komandor Karl Heuser
- "Kaiserin", komandor Karl Sievers

1. Eskadra Pancerników, wiceadmirał Eberhardt Schmidt
- "Friedrich der Große", komandor Theodor Fuchs, okręt flagowy dowódcy floty

1. dywizjon
- "Ostfriesland", komandor Ernst-Oldwig von Natzmer, okręt flagowy dowódcy eskadry
- "Thüringen", komandor Hans Küsel
- "Helgoland", komandor Friedrich von Kameke
- "Oldenburg", komandor Wilhelm Höpfner

2. dywizjon, kontradmirał Walter Engelhardt
- "Posen", komandor Richard Lange, okręt flagowy dowódcy dywizjonu
- "Rheinland", komandor Heinrich Rohardt
- „Nassau”(inne języki), komandor Robert Kühne
- „Westfalen”(inne języki), komandor Johannes Redlich

2. Eskadra Pancerników, kontradmirał Franz Mauve
3. dywizjon
- "Deutschland", komandor Hugo Meurer, okręt flagowy dowódcy eskadry
- "Hessen", komandor Rudolf Bartels
- "Pommern", komandor Siegfried Bölken

4. dywizjon, kontradmirał Gottfried Freiherr von Dalwigk zu Lichtenfels
- "Hannover", komandor Wilhelm Heine, okręt flagowy dowódcy dywizjonu
- "Schlesien", komandor Friedrich Behncke
- "Schleswig-Holstein", komandor Eduard Varrentrapp

4. Grupa Rozpoznawcza (IV. Aufklärungsgruppe), komodor Ludwig von Reuter
- "Stettin", komandor porucznik Friedrich Rebensburg, okręt flagowy dowódcy grupy
- "München", komandor podporucznik Oscar Böcker
- "Frauenlob", komandor porucznik Georg Hoffman
- "Stuttgart", komandor porucznik Max Hagedorn
- "Hamburg", komandor podporucznik Gerhard von Gaudecker, okręt flagowy dowódcy okrętów podwodnych, komandora Hermanna Bauera

Niszczyciele (Große Torpedoboote):
- "Rostock" (krążownik lekki), komandor porucznik Otto Feldmann, okręt flagowy komodora Andreasa Michelsena

1. Flotylla
1. półflotylla, komandor porucznik Conrad Albrecht
- G 39, porucznik Franz-Ferdinand von Loefen, okręt flagowy dowódcy półflotylli
- S 32, kapitan Hermann Froelich
- G 38, kapitan Hermann Metger
- G 40, kapitan Richard Beitzen

3. Flotylla, komandor podporucznik Wilhelm Hollmann
- S 53, kapitan Friedrich Götting, okręt flagowy dowódcy flotylli

4. półflotylla
- S 54, kapitan Otto Karlowa, dowódca półflotylli
- G 42, kapitan Bernd von Arnim
- V 48, kapitan Friedrich Eckoldt

5. półflotylla, kapitan Theophil Gautier
- V 71, porucznik Friedrich Ulrich, okręt flagowy dowódcy półflotylli
- V 73, kapitan Martin Delbrück
- G 88, kapitan Hans Scabell

5. Flotylla, komandor podporucznik Oskar Heinekke
- G 11, kapitan Adolf Müller, okręt flagowy dowódcy flotylli

9. półflotylla
- V 2, kapitan Gerhard Hoefer, dowódca półflotylli
- V 1, porucznik Hans Röthig
- V 3, kapitan Manfred von Killinger
- V 4, kapitan Armin Barop
- V 6, porucznik Hans Behrendt

10. półflotylla, kapitan Friedrich Klein
- G 8, porucznik Ernst Rodenberg, okręt flagowy dowódcy półflotylli
- V 5, porucznik Paul Tils
- G 7, kapitan Johannes Weinecke
- G 9, kapitan Hans Anschütz
- G 10, porucznik Waldemar Haumann

7. Flotylla, komandor podporucznik Gottlieb von Koch
- S 24, kapitan Max Fink, okręt flagowy dowódcy flotylli

13. półflotylla, kapitan Georg von Zitzewitz
- S 15, porucznik Christian Schmidt, okręt flagowy dowódcy półflotylli
- S 16, kapitan Walter Loeffler
- S 17, kapitan Hans-Joachim von Puttkammer
- S 18, kapitan Bruno Haushalter
- S 20, kapitan Albert Benecke

14. półflotylla, kapitan Hermann Cordes
- S 19, porucznik Georg Reimer, okręt flagowy dowódcy półflotylli
- S 23, kapitan Arthur von Killinger
- V 186, kapitan Wedig Freiherr von Keyserlingk
- V 189, porucznik Wilhelm Keil

Siły Rozpoznawcze
1. Grupa Rozpoznawcza
dowódca, wiceadmirał Franz von Hipper
starszy oficer sztabowy, komandor podporucznik Erich Raeder
- "Lützow", komandor Victor Harder, okręt flagowy dowódcy grupy
- "Derfflinger", komandor Johannes Hartog
- "Seydlitz", komandor Moritz von Egidy
- "Moltke", komandor Johannes von Karpf
- "Von der Tann", komandor Hans Zenker

2. Grupa Rozpoznawcza, kontradmirał Friedrich Bödicker
- "Frankfurt", komandor Thilo von Trotha, okręt flagowy dowódcy grupy
- „Elbing”(inne języki), komandor porucznik Rudolf Madlung
- „Pillau”(inne języki), komandor porucznik Konrad Mommsen
- "Wiesbaden", komandor porucznik Fritz Reiß

Niszczyciele:
- "Regensburg" (krążownik lekki), komandor porucznik Bruno Heuberer, okręt flagowy komodora Paula Heinricha

2. Flotylla, komandor porucznik Heinrich Schuur
- B 98, kapitan Theodor Hengstenberg, okręt flagowy dowódcy flotylli

3. półflotylla, komandor podporucznik Heinrich Boest
- G 101, kapitan Rudolf Schulte, okręt flagowy dowódcy półflotylli
- B 97, kapitan Leo Riedel
- G 102, kapitan von Bärendorf
- B 112, kapitan August Claussen

4. półflotylla, komandor podporucznik Adolf Dithmar
- B 109, kapitan Victor Hahndorff, okręt flagowy dowódcy półflotylli
- G 103, kapitan Fritz Spiess
- G 104, kapitan Georg von Bartenwerffer
- B 110, kapitan August Vollheim
- B 111, kapitan Heinrich Schickhardt

6. Flotylla, komandor podporucznik Max Schultz
- G 41, kapitan Hermann Boehm, okręt flagowy dowódcy flotylli

11. półflotylla, kapitan Wilhelm Rüman
- V 44, kapitan Karl von Holleuffer, okręt flagowy dowódcy półflotylli
- G 86, kapitan Kurt Grimm
- G 87, kapitan Siegfried Karstens

12. półflotylla, kapitan Rudolf Lahs
- V 69, kapitan Robert Stecher, okręt flagowy dowódcy półflotylli
- G 37, kapitan Wolf von Trotha
- V 45, kapitan Martin Laßmann
- V 46, kapitan Bruno Krumhaar
- S 50, kapitan Philipp Recke

9. Flotylla, komandor podporucznik Herbert Goehle
- V 28, kapitan Otto Lenssen, okręt flagowy dowódcy flotylli

17. półflotylla, kapitan Hermann Ehrhardt
- V 27, porucznik Hartmut Buddecke, okręt flagowy dowódcy półflotylli
- V 26, kapitan Hans Köhler
- S 36, kapitan Franz Fischer
- S 51, kapitan Werner Dette
- S 52, kapitan Wilhelm Ehrentraut

18. półflotylla, komandor podporucznik Werner Tillessen
- V 30, porucznik Ernst Wolf, okręt flagowy dowódcy półflotylli
- V 29, kapitan Erich Steinbrinck
- S 33, kapitan Waldemar von Münch
- S 34, kapitan Otto Andersen
- S 35, kapitan Friedrich Ihn